# Вест-Кітінг Тауншип (округ Клінтон, Пенсільванія)
Вест-Кітінг Тауншип (англ. West Keating Township) — селище (англ. township) в США, в окрузі Клінтон штату Пенсільванія. Населення — 16 осіб (2020).

## Демографія
Згідно з переписом 2010 року, у селищі мешкало 29 осіб у 15 домогосподарствах у складі 11 родини. Було 121 помешкання
Расовий склад населення:
| - 100,0 % — білих |

До двох чи більше рас належало 0,0 %. Частка іспаномовних становила 0,0 % від усіх жителів.
За віковим діапазоном населення розподілялося таким чином: 6,9 % — особи молодші 18 років, 55,2 % — особи у віці 18—64 років, 37,9 % — особи у віці 65 років та старші. Медіана віку мешканця становила 62,3 року. На 100 осіб жіночої статі у селищі припадало 141,7 чоловіків;  на 100 жінок у віці від 18 років та старших — 145,5 чоловіків також старших 18 років.
Середній дохід на одне домашнє господарство  становив 33 918 доларів США (медіана — 36 875), а середній дохід на одну сім'ю — 36 317 доларів (медіана — 43 750). 
Цивільне працевлаштоване населення становило 5 осіб. Основні галузі зайнятості: сільське господарство, лісництво, риболовля — 60,0 %.